# Осунаараси Кинтаро
Осунаараси Кинтаро (яп. 大砂嵐金太郎, настоящее имя: Мухаммед Абдеррахман Шаалан, араб. محمد عبد الرحمن شعلان‎, род. 10 февраля 1992, мухафаза Дакахлия, Египет) — бывший профессиональный борец сумо из Египта. 

## Биография
С сумо мальчик познакомился через интернет. Ему так понравилась борьба, что он поклялся стать рикиси. Первый профессиональный сумотори из Африки, первый сумотори арабского происхождения. Сикона борца переводится как «Великая песчаная буря». Осунаараси — мусульманин, поэтому он воздерживается от еды в светлое время суток в месяц Рамадан, даже если на этот месяц приходится турнир. Со временем Осунаараси надеялся стать первым арабским ёкодзуной.
В ноябре 2013 года Осунаараси дебютировал в макуути в звании 15-го маэгасиры запада. Таким образом, для того, чтобы подняться из подготовительной лиги мадзумо в высший дивизион сумо, египтянину понадобилось всего 10 турниров — это один из лучших результатов в истории (рекорд принадлежит Дзёкорю — 9 турниров).
Свободное время богатырь проводит за компьютером.
С Хару басё до Нагоя басё 2014 года его вес увеличился более чем на 20 кг. На июльском басё 2014 года в двух поединках подряд победил двух ёкодзун (Какурю и Харумафудзи).
В марте 2016 года Осунаараси из-за травмы выбыл в Дзюре где продемонстрировал практически полное доминирование, выиграв кубок с результатом 13-2 и сразу же вернулся назад в Макуути. После рецидива травмы снялся с июльского турнира 2016 года после первого дня турнира. После этого он снова опустился в дзюрё, в котором на шестой день турнира снялся из-за травмы. Вернувшись на девятый день завершил выступление на турнире с шестью победами.
На ноябрьском турнире 2016 года пропустил две схватки из-за травмы, однако, 9 завоеванных им побед хватило для того, чтобы вновь вернуться в макуути.
По результатам январского турнира 2017 года Осунаараси снова выбыл в дзюре, где на следующем мартовском турнире участвовал в плей-офф трех претендентов, который выиграл Тоёхибики.

### Отставка
В январе 2018 он был отстранен с басе, поскольку оказался виновником ДТП, находясь за рулем. В марте египтянин получил от Совета директоров Ассоциации сумо обязательную к исполнению «рекомендацию» выйти в отставку, так как с 1985 года сэкитори запрещено водить автомобиль, кроме того, Осунаараси вообще не имел водительских прав. За совершённое правонарушение египтянин был также оштрафован судом на 500 тысяч иен.

## Результаты выступлений
| Год в сумо | Январь Хацу басё, Токио                           | Март Хару басё, Осака              | Май Нацу басё, Токио       | Июль Нагоя басё, Нагоя      | Сентябрь Аки басё, Токио | Ноябрь Кюсю басё, Фукуока   |
| --- | ------------------------------------------------- | ---------------------------------- | -------------------------- | --------------------------- | ------------------------ | --------------------------- |
| 2012 | (Маэдзумо)                                        | (Маэдзумо)                         | Дзёнокути #5 запада 7–0    | Дзёнидан #8 запада 5–1–1    | Сандаммэ #75 востока 6–1 | Сандаммэ #20 востока 6–1    |
| 2013 | Макусита #38 востока 5–2                          | Макусита #23 востока 6–1           | Макусита #7 востока 7–0    | Дзюрё #9 запада 10–5        | Дзюрё #4 востока 10–5    | Маэгасира #15 запада 7–8    |
| 2014 | Маэгасира #16 востока 9–6                         | Маэгасира #11 востока 8–6–1        | Маэгасира #10 востока 10–5 | Маэгасира #3 востока 7–8 ★  | Маэгасира #4 запада 7–8  | Маэгасира #5 запада 4–6–5   |
| 2015 | Маэгасира #13 востока 8–7                         | Маэгасира #11 востока 11–4         | Маэгасира #3 запада 4–4–7  | Маэгасира #8 запада 11–4    | Маэгасира #2 востока 8–7 | Маэгасира #1 запада 5–9–1 ★ |
| 2016 | Маэгасира #5 запада Пропустил из-за травмы 0–0–15 | Дзюрё #1 востока 13–2              | Маэгасира #7 запада 9–6    | Маэгасира #3 востока 0–1–14 | Дзюрё #1 запада 6–8–1    | Дзюрё #6 запада 9–4–2       |
| 2017 | Маэгасира #16 востока 4–11                        | Дзюрё #7 востока 10–5–P            | Дзюрё #1 запада 2–13       | Дзюрё #11 востока 8–7       | Дзюрё #10 востока 6–9    | Дзюрё #13 востока 9–6       |
| 2018 | Дзюрё #8 запада 1–8–6                             | Макусита #6 востока Отставка 0–0–0 | x                          | x                           | x                        | x                           |
| Результат приведен как победил-проиграл-снялся Победа Малый кубок Отставка Не выступал в макуути Специальные призы: Д=За боевой дух (Канто-сё); В=За выдающееся выступление (Сюкун-сё); Т=За техническое совершество (Гино-сё) Ещё показаны: ★=Кимбоси; P=Участие в дополнительном финале Лиги: Макуути — Дзюрё — Макусита — Сандаммэ — Дзёнидан — Дзёнокути Ранги макуути: Ёкодзуна — Одзэки — Сэкивакэ — Комусуби — Маэгасира |                                                   |                                    |                            |                             |                          |                             |